# Banu Hud

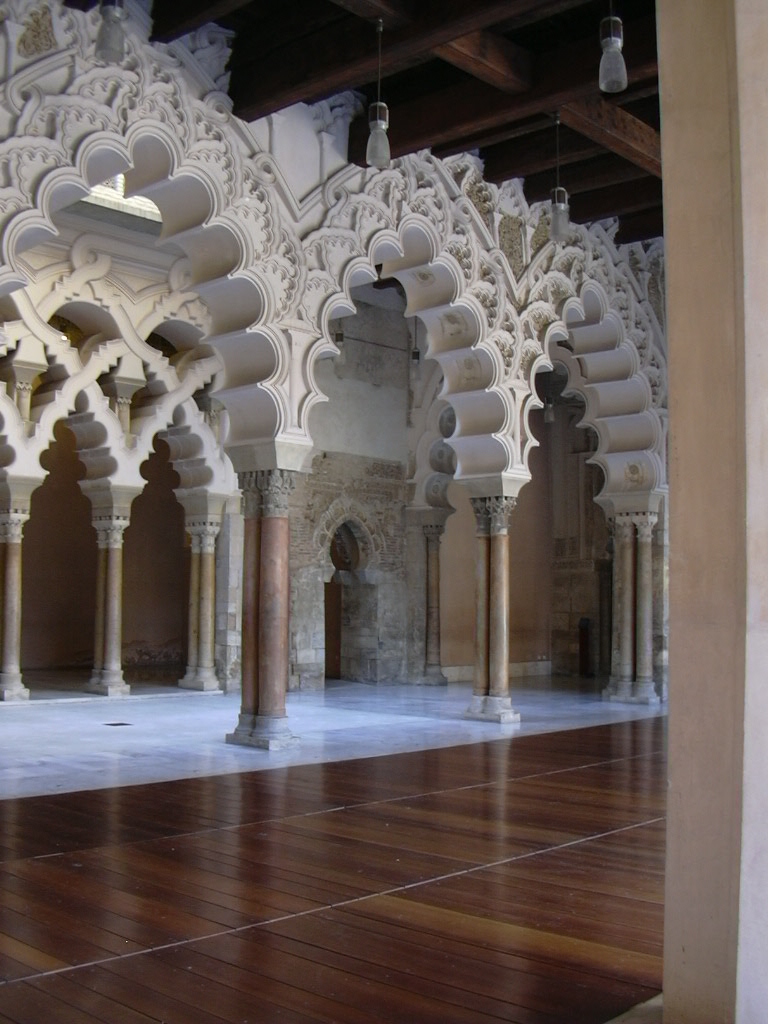
Detall del Palau de l'Aljaferia, construït per Àhmad ibn Sulayman al-Múqtadir.

Els Banu Hud o húdides (àrab: بنو هود, Banū Hūd, ‘descendents de Hud’) fou una dinastia local d'emirs que durant un segle va governar l'emirat de Làrida, l'emirat de Saraqusta i altres llocs de la frontera nord de l'Àndalus entre el 1039 i el 1139. Originalment la família provenia del Iemen.

## Història de la família
El fundador fou Sulayman ibn Muhàmmad al-Mustaín, governador independent de Lleida (totalment des del 1037), qui trobant-se a Tudela i assabentat de l'assassinat d'Al-Múndhir II pel seu cosí Abd-Al·lah ibn Hàkam es va dirigir a Saraqusta i prengué el poder de tot l'emirat proclamant-se emir l'octubre de 1039. Quan va morir el 1046 els seus dominis van ser dividits entre els seus fills: Àhmad al-Múqtadir es quedà Saragossa, Yússuf al-Muzzàfar es quedà Lleida (1046-1079), Muhàmmad al-Móndir obtingué Tudela Calataiud va quedar per un fill de nom també Muhàmmad, i Osca per a un tal Lubb. De totes maneres el primer germà va desposseir tots els altres de mica en mica fins a reunir altre cop les possessions que havia tingut el pare, a les quals hi va sumar noves conquestes com ara l'emirat de Tortosa el 1061 i el de Dénia el 1076. Àhmad va morir el 1082.
Llavors el patrimoni es va dividir altre cop entre els dos fills: La part oriental de Lleida (que agrupava també Tortosa i Dénia) fou per Al-Múndir Imad-ad-Dawla (1081-1090) (pare de Sulayman Sayyid-ad-Dawla 1090-1102, qui el 1092 va perdre Dénia envaïda pels almoràvits i que fou l'últim Hud de Lleida); i l'occidental de Saragossa per a Yússuf ibn Àhmad al-Mútaman (1081-1085). Descontents amb la partició, els dos germans també s'enfrontaren com havia fet la generació anterior fet que va debilitar el poder d'ambdós mentre els cristians (aragonesos i catalans) avançaven des del nord. En aquestes lluites hi va participar Rodrigo Díaz de Vivar.
A Saragossa, Yússuf va ser succeït pel seu fill Al-Mustaín II (1085-1110) qui va pactar amb els almoràvits per tal de poder seguir la guerra contra el seu oncle Múndir de Lleida; però que finalment va morir en la batalla de Valtierra mentre defensava l'emirat de l'atac aragonès liderat per Alfons el Bataller. El seu fill Abd-al-Màlik ibn Àhmad Imad-ad-Dawla (1110-1129) encara va governar Saragossa per poc temps fins que es va haver de refugiar a Rueda de Jalón. Finalment, l'últim representant dels Hud fou el fill d'aquest, Àhmad "el Safadola", qui va governar uns anys a Rueda de Jalón sota la protecció castellana, fins que el 1139 va cedir el poc territori que li quedava a Castella i se'n va anar cap al sud. El 1145 governava Còrdova, Granada, Jaén i Múrcia i el 1146 València, a on va morir en combat a la batalla d'al-Lujj.
Molts anys després, una dinastia suposadament húdida va governar Granada el 1228.

## Els Banu Hud, emirs de Saraqusta
- Sulayman ibn Muhàmmad al-Mustaín, 1039-1046
- Àhmad ibn Sulayman al-Múqtadir 1046-1081
- Yússuf ibn Àhmad al-Mútaman, 1081-1085[3]
- Àhmad ibn Yússuf al-Mustaín, 1085-1110
- Abd-al-Màlik ibn Àhmad Imad-ad-Dawla, 1110

als almoràvits 1110
- Muhàmmad ibn al-Hajj 1110-? (emir-governador almoràvit)
- Abu-Bakr ibn Ibrahïm ibn Tifilwit ?-1118 (emir-governador almoràvit)

Saragossa és ocupada pel rei Alfons I el 1118.

## Els Banu Hud, emirs de Làrida
- Sulayman ibn Muhàmmad al-Mustaín, 1037-1046
- Yússuf ibn Sulayman al-Mudhàffar 1046-1079

a l'Emirat de Saraqusta 1079

## Els Banu Hud, emirs de Rueda de Jalón
- Abd-al-Màlik ibn Àhmad Imad-ad-Dawla, 1110-1130
- Àhmad ibn Abd-al-Màlik Sayf-ad-Dawla, 1130-1139

## Els Banu Hud, emirs de Tudela
- Muhàmmad al-Múndir ibn Sulayman, 1159-1171